# US Open 2025 – Simplu masculin calificări
US Open 2025 – Simplu masculin calificări reprezintă seria de meciuri de tenis care au loc în perioada 18–20 august 2025 pentru a determina cei șaisprezece jucători calificați care vor intra pe tabloul principal de la US Open 2025 – Simplu masculin.

## Capi de serie
1. Arthur Cazaux
2. Jesper de Jong
3. Carlos Taberner
4. Juan Manuel Cerúndolo
5. James Duckworth
6. Nikoloz Basilashvili
7. Liam Draxl
8. Dalibor Svrčina
9. Otto Virtanen
10. Francesco Passaro
11. Alexander Blockx
12. Shintaro Mochizuki
13. Cristian Garín
14. Lukáš Klein
15. Jaime Faria
16. Matteo Gigante
17. Juan Pablo Ficovich
18. Dan Evans
19. Dino Prižmić
20. Tomás Barrios Vera
21. Yannick Hanfmann
22. Zachary Svajda
23. Pierre-Hugues Herbert
24. Thiago Agustín Tirante
25. Térence Atmane
26. Thiago Seyboth Wild
27. Colton Smith
28. Andrea Pellegrino
29. Ignacio Buse
30. Martín Landaluce
31. Jan-Lennard Struff
32. Daniel Elahi Galán

## Tabloul principal

#### Explicația simbolurilor
- Q = calificare
- WC = Wild card
- LL = Lucky loser
- Alt = înlocuitor
- SE = scutire specială
- PR = clasament protejat
- ITF = calificat prin clasament ITF
- JE = junior scutit
- w/o = victorie fără opoziție
- r = retras
- d = descalificat